# Asmate wehrli
Asmate wehrli är en fjärilsart som beskrevs av Otto Staudinger 1920. Asmate wehrli ingår i släktet Asmate och familjen mätare. Inga underarter finns listade i Catalogue of Life.